# 萩光塩学院小学校
萩光塩学院小学校（はぎこうえんがくいん しょうがっこう）は、山口県萩市にある私立の小学校。設置者は学校法人萩光塩学院。
山口県では数少ないキリスト教主義学校の一つ。また、数の少なくなった円形校舎を使用していたが現在は閉校している。

## アクセス
- JR山陰本線・東萩駅より徒歩15分

## 沿革
- 1952年2月　光塩女子学院（東京都杉並区）の姉妹校として萩光塩学院を開校。
- 1955年3月　萩光塩学院初等部設置
- 1959年10月　初等部校舎（木造2階建て校舎）新築296坪
- 1977年4月　萩光塩学院小学校へ変更
- 1999年4月1日　運営法人を学校法人萩光塩学院へ移行。
- 2008年3月　休校。